# Lista de pinturas de Eduardo de Martino
Está é uma lista de pinturas de Eduardo de Martino. De Martino foi um pintor e professor, nascido em Meta, Itália 1838, e falecido em Londres, Inglaterra 1912.
Estudou na Escola Naval de Nápoles, Itália, na década de 1840. De Martino veio para o Brasil em 1868, e situou-se no Rio de Janeiro, de onde viajou para Porto Alegre para anunciar seus trabalhos e também lecionar aulas de pintura para Telles Júnior (1851-1914). Foi encarregado como pintor oficial por Dom Pedro ll (1825-1891), e registrou em alguns de seus desenhos, acontecimentos da Guerra do Paraguai.
Recebeu medalha de ouro por ter apresentado, na 21ª Exposição Geral de Belas Artes, em 1870, as obras Uma Noite ao Luar no Cabo de Horn, s.d., e Passagem de Humaitá por uma Divisão da Esquadra Brasileira na Noite de 19 de Fevereiro de 1868, s.d.,. Em 1871 foi nomeado membro correspondente da Academia Imperial de Belas Artes - Aiba. Mudou-se para Londres em 1875, e em 1895, foi nomeado pintor de marinhas da corte inglesa. De Martino executou em toda a sua carreira, quantidade considerável de paisagens, marinhas e pinturas de combates navais.

## Lista de pinturas
| Imagem | Título                                                                                                  | Data                 | Material                            | Coleção                                               | Versão audível |
| ------ | --- | -------------------- | ----------------------------------- | ----------------------------------------------------- | -------------- |
|        | Riachuelo                                                                                               | 1873                 | tinta a óleo                        |                                                       |                |
|        | Praia de Botafogo                                                                                       | 1870                 | tinta a óleo tela                   | Brasiliana Iconográfica Q59247460                     |                |
|        | Bombardeio de Curuzu                                                                                    | século XIX           | tinta a óleo tela                   | Coleção Museu Histórico Nacional                      |                |
|        | Rendição da Corveta General Dorrego                                                                     | século XIX           | tinta a óleo tela                   | Coleção Museu Histórico Nacional                      |                |
|        | Acampamento brasileiro no Chaco                                                                         | 1871                 | tinta a óleo tela                   | Coleção Museu Histórico Nacional                      |                |
|        | Chegada da Fragata Constituição ao Rio de Janeiro                                                       | 1872                 | tinta a óleo tela                   | Coleção Museu Histórico Nacional                      |                |
|        | Fragata Francesa                                                                                        | século XIX           | tinta a óleo tela                   | Coleção Museu Histórico Nacional                      |                |
|        | Abordagem dos encouraçados Cabral e Lima Barros                                                         | século XIX           | tinta a óleo tela                   | Coleção Museu Histórico Nacional                      |                |
|        | Vapor Marquês de Olinda em Assunção                                                                     | década de 1870       | tinta a óleo tela                   | Coleção Museu Histórico Nacional                      |                |
|        | Naus e fragatas inglesas no ancoradouro                                                                 | 24 de agosto de 1874 | tinta a óleo tela                   | Coleção Museu Histórico Nacional                      |                |
|        | Abordagem do Encouraçado Barroso e Monitor Rio Grande                                                   | 1868                 | tinta a óleo tela                   | Coleção Museu Histórico Nacional                      |                |
|        | Noite de luar em Montevidéu                                                                             | século XIX           | tinta a óleo tela                   | Coleção Museu Histórico Nacional                      |                |
|        | Combate naval do Riachuelo                                                                              | 1870                 | tinta a óleo tela                   | Coleção Museu Histórico Nacional                      |                |
|        | Canoas em vigília no Chaco                                                                              | 1868                 | tinta a óleo tela                   | Coleção Museu Histórico Nacional                      |                |
|        | Abordagem da Fragata Imperatriz                                                                         | 1875                 | tinta a óleo tela                   | Coleção Museu Histórico Nacional                      |                |
|        | Fragata Independência                                                                                   | século XIX           | tinta a óleo tela                   | Coleção Museu Histórico Nacional                      |                |
|        | Abordagem da corveta Maceió e da escuna Dois de Dezembro                                                | 1873                 | tinta a óleo tela                   | Coleção Museu Histórico Nacional                      |                |
|        | Zattere-Paraguayo                                                                                       |                      | grafite tinta da China papel        | Coleção de Iconografia do IMS Brasiliana Iconográfica |                |
|        | Questo Barsetto è la 16ma parte del vero                                                                | 1871                 | tinta da China papel                | Coleção de Iconografia do IMS Brasiliana Iconográfica |                |
|        | Retrato de homem                                                                                        |                      | grafite papel                       | Coleção de Iconografia do IMS Brasiliana Iconográfica |                |
|        | Studio Pel quadro 30 di Giugno                                                                          |                      | grafite papel                       | Coleção de Iconografia do IMS Brasiliana Iconográfica |                |
|        | Três figuras                                                                                            |                      | tinta da China papel                | Coleção de Iconografia do IMS Brasiliana Iconográfica |                |
|        | Vapore Inglese - 'Gladiator'                                                                            | 1871                 | tinta da China papel                | Coleção de Iconografia do IMS Brasiliana Iconográfica |                |
|        | Vascello Inglese London                                                                                 |                      | grafite papel                       | Coleção de Iconografia do IMS Brasiliana Iconográfica |                |
|        | Veleiro                                                                                                 |                      | grafite guache papel                | Coleção de Iconografia do IMS Brasiliana Iconográfica |                |
|        | Veleiro                                                                                                 | 1875                 | grafite guache papel                | Coleção de Iconografia do IMS Brasiliana Iconográfica |                |
|        | Veleiro em mar revolto                                                                                  | 1871                 | grafite tinta da China papel        | Coleção de Iconografia do IMS Brasiliana Iconográfica |                |
|        | Veleiros                                                                                                | 1876                 | grafite tinta da China guache papel | Coleção de Iconografia do IMS Brasiliana Iconográfica |                |
|        | Vista                                                                                                   |                      | papel                               | Coleção de Iconografia do IMS Brasiliana Iconográfica |                |
|        | Estudo de veleiro                                                                                       |                      | grafite papel                       | Coleção de Iconografia do IMS Brasiliana Iconográfica |                |
|        | Estudo para a 'Batalha de Itororó                                                                       |                      | grafite papel                       | Coleção de Iconografia do IMS Brasiliana Iconográfica |                |
|        | Estudo para náufragos em jangada                                                                        |                      | grafite tinta da China papel        | Coleção de Iconografia do IMS Brasiliana Iconográfica |                |
|        | Estudo para navio                                                                                       |                      | grafite tinta da China papel        | Coleção de Iconografia do IMS Brasiliana Iconográfica |                |
|        | Estudo para velames e mastros                                                                           |                      | grafite papel                       | Coleção de Iconografia do IMS Brasiliana Iconográfica |                |
|        | Fare dello soggetto per l’Esposizione de Belle Arti in Rio Janeiro in Febbº prossimo                    | 1871                 | grafite papel                       | Coleção de Iconografia do IMS Brasiliana Iconográfica |                |
|        | Fare questa fregata nel quadro grande per l'Esposizione                                                 |                      | grafite papel                       | Coleção de Iconografia do IMS Brasiliana Iconográfica |                |
|        | Fare questo quadro per l'Esposizione del prossimo Febº. 1871                                            | 1871                 | grafite tinta da China papel        | Coleção de Iconografia do IMS Brasiliana Iconográfica |                |
|        | Idea pel gruppo dei Marinari e Comoni del Monitore 'Alagna'                                             |                      | grafite tinta da China papel        | Coleção de Iconografia do IMS Brasiliana Iconográfica |                |
|        | La Fregata Inglese 'Narcisus', entrando in Porto Stanley - Isle Falkland                                |                      | tinta da China papel                | Coleção de Iconografia do IMS Brasiliana Iconográfica |                |
|        | Lançamento do Encouraçado Sete de Setembro no Arsenal da Marinha, Rio de Janeiro, em 16 de maio de 1874 | 1874                 | grafite papel                       | Coleção de Iconografia do IMS Brasiliana Iconográfica |                |
|        | Lancia a Vapore dell' Ispettore dell' Arsenale di Marina                                                | 1874                 | grafite papel                       | Coleção de Iconografia do IMS Brasiliana Iconográfica |                |
|        | Madona                                                                                                  |                      | grafite papel                       | Coleção de Iconografia do IMS Brasiliana Iconográfica |                |
|        | Marinheiros                                                                                             |                      | grafite tinta da China papel        | Coleção de Iconografia do IMS Brasiliana Iconográfica |                |
|        | Mastros e velames                                                                                       |                      | grafite guache papel                | Coleção de Iconografia do IMS Brasiliana Iconográfica |                |
|        | Medalhas e condecorações                                                                                |                      | grafite papel                       | Coleção de Iconografia do IMS Brasiliana Iconográfica |                |
|        | Navio                                                                                                   |                      | grafite tinta da China papel        | Coleção de Iconografia do IMS Brasiliana Iconográfica |                |
|        | Navio                                                                                                   |                      | grafite tinta da China papel        | Coleção de Iconografia do IMS Brasiliana Iconográfica |                |
|        | Navio                                                                                                   | 1872                 | grafite tinta da China papel        | Coleção de Iconografia do IMS Brasiliana Iconográfica |                |
|        | Navio                                                                                                   |                      | grafite guache papel                | Coleção de Iconografia do IMS Brasiliana Iconográfica |                |
|        | Navio                                                                                                   |                      | tinta da China papel                | Coleção de Iconografia do IMS Brasiliana Iconográfica |                |
|        | Navio brasileiro tombado                                                                                |                      | grafite tinta da China papel        | Coleção de Iconografia do IMS Brasiliana Iconográfica |                |
|        | Navio e barco a vela                                                                                    |                      | grafite tinta da China papel        | Coleção de Iconografia do IMS Brasiliana Iconográfica |                |
|        | Navio tombado                                                                                           | 1871                 | tinta da China papel                | Coleção de Iconografia do IMS Brasiliana Iconográfica |                |
|        | Navios                                                                                                  | 1871                 | grafite tinta da China papel        | Coleção de Iconografia do IMS Brasiliana Iconográfica |                |
|        | Navios                                                                                                  |                      | grafite tinta da China papel        | Coleção de Iconografia do IMS Brasiliana Iconográfica |                |
|        | Paisagem                                                                                                | 1871                 | tinta da China papel                | Coleção de Iconografia do IMS Brasiliana Iconográfica |                |
|        | Pantano Verde                                                                                           |                      | grafite papel                       | Coleção de Iconografia do IMS Brasiliana Iconográfica |                |
|        | 30 di Giugno                                                                                            |                      | grafite tinta da China guache papel | Coleção de Iconografia do IMS Brasiliana Iconográfica |                |
|        | Arrivo del filo Elettrico In Copacabana                                                                 |                      | grafite papel                       | Coleção de Iconografia do IMS Brasiliana Iconográfica |                |
|        | Barco                                                                                                   |                      | grafite papel                       | Coleção de Iconografia do IMS Brasiliana Iconográfica |                |
|        | Barco                                                                                                   |                      | grafite tinta da China papel        | Coleção de Iconografia do IMS Brasiliana Iconográfica |                |
|        | Barcos ancorados                                                                                        | 1871                 | grafite tinta da China papel        | Coleção de Iconografia do IMS Brasiliana Iconográfica |                |
|        | Batalha                                                                                                 |                      | grafite papel                       | Coleção de Iconografia do IMS Brasiliana Iconográfica |                |
|        | Batalha de Itororó                                                                                      | 1869                 | grafite tinta da China papel        | Coleção de Iconografia do IMS Brasiliana Iconográfica |                |
|        | Battaglia di Campo Grande                                                                               |                      | grafite papel                       | Coleção de Iconografia do IMS Brasiliana Iconográfica |                |
|        | Belonave                                                                                                | 1871                 | tinta da China papel                | Coleção de Iconografia do IMS Brasiliana Iconográfica |                |
|        | Belonave                                                                                                | 1871                 | tinta da China papel                | Coleção de Iconografia do IMS Brasiliana Iconográfica |                |
|        | Belonave                                                                                                | 1871                 | tinta da China papel                | Coleção de Iconografia do IMS Brasiliana Iconográfica |                |
|        | Belonave                                                                                                | 1871                 | tinta da China papel                | Coleção de Iconografia do IMS Brasiliana Iconográfica |                |
|        | Belonaves                                                                                               | 1871                 | grafite papel                       | Coleção de Iconografia do IMS Brasiliana Iconográfica |                |
|        | Belonaves                                                                                               |                      | grafite tinta da China papel        | Coleção de Iconografia do IMS Brasiliana Iconográfica |                |
|        | Benedetto quadro del 30 de Giugno 1826                                                                  |                      | grafite tinta da China guache papel | Coleção de Iconografia do IMS Brasiliana Iconográfica |                |
|        | Catafalco per Fúnerale della Principessa Dª. Leopoldina                                                 |                      | grafite tinta da China papel        | Coleção de Iconografia do IMS Brasiliana Iconográfica |                |
|        | Cena de batalha                                                                                         |                      | tinta da China grafite papel        | Coleção de Iconografia do IMS Brasiliana Iconográfica |                |
|        | Cena de batalha                                                                                         |                      | grafite tinta da China papel        | Coleção de Iconografia do IMS Brasiliana Iconográfica |                |
|        | Composição                                                                                              |                      | tinta da China papel                | Coleção de Iconografia do IMS Brasiliana Iconográfica |                |
|        | Corveta 25 de Mayo                                                                                      |                      | grafite papel                       | Coleção de Iconografia do IMS Brasiliana Iconográfica |                |
|        | Corvetta Brasiliana 'Trajano'                                                                           | 1874                 | grafite tinta da China papel        | Coleção de Iconografia do IMS Brasiliana Iconográfica |                |
|        | Dafare quest idea                                                                                       | 1871                 | grafite papel                       | Coleção de Iconografia do IMS Brasiliana Iconográfica |                |
|        | Dopo la Battaglia                                                                                       |                      | grafite tinta da China papel        | Coleção de Iconografia do IMS Brasiliana Iconográfica |                |
|        | 'Esmeralda'                                                                                             |                      | tinta a óleo tela                   | Discovery Museum                                      |                |
|        | Yacht 'Shamrock'                                                                                        | 1899                 | tinta a óleo tela                   | Glasgow Museums Resource Centre                       |                |
|        | Almirante Brown chegando ao porto                                                                       |                      | tinta a óleo tela                   | Museu Nacional de Belas Artes                         |                |
|        | Cutter offshore.                                                                                        | século XIX           | tinta a óleo tela                   | Museu Nacional de Belas Artes                         |                |
|        | Alto mar                                                                                                |                      | tinta a óleo                        | Museu Nacional de Belas Artes                         |                |
|        | The Channel Squadron, 1898                                                                              | 1898                 | tinta a óleo tela                   | Museus Reais de Greenwich                             |                |
|        | HMS 'Edinburgh' on anti-torpedo exercise                                                                | 1887                 | tinta a óleo tela                   | Museus Reais de Greenwich                             |                |
|        | Launching of the battleship “Ruggiero di Lauria”                                                        |                      | têmpera madeira                     | Pegli Naval Museum                                    |                |
|        | Couraçado São Paulo (atribuído)                                                                         |                      | tela tinta a óleo                   | Q59247460 Brasiliana Iconográfica                     |                |
|        | HMS Challenger                                                                                          | 1 de janeiro de 1902 | tinta a óleo tela                   | Royal Collection                                      |                |
|        | Navio de guerra ao luar                                                                                 | 1909                 | tinta a óleo                        | Royal Collection                                      |                |
|        | The Battle of Trafalgar: HMS 'Victory' Steering for the Enemy                                           |                      | tinta a óleo tela                   | Royal Collection                                      |                |
|        | HMY Victoria and Albert II with an Escort, Irish Sea                                                    |                      |                                     | Royal Collection                                      |                |
|        | HMY 'Victoria and Albert II' at Sea                                                                     | 1 de janeiro de 1895 |                                     | Royal Collection                                      |                |
|        | The Battle of Trafalgar, 21 October 1805: "Well Hardy! How goes the day with us?" [3]                   | década de 1900       | tinta a óleo tela                   | Royal Collection                                      |                |
|        | Two Warships in a Swell in the Straits of Gibraltar                                                     | década de 1900       | tinta a óleo tela                   | Royal Collection                                      |                |
|        | The Battle of Cape St Vincent, 14th February 1797                                                       | década de 1900       | tinta a óleo tela                   | Royal Collection                                      |                |
|        | Britannia running before the wind off the Needles                                                       | década de 1890       | tinta a óleo tela                   | Royal Collection                                      |                |
|        | The Battle of the Nile, 1 August 1798                                                                   | década de 1900       | tinta a óleo tela                   | Royal Collection                                      |                |
|        | HMY 'Victoria and Albert III' off the Island of Pantelleria, Spring 1903                                | década de 1900       |                                     | Royal Collection                                      |                |
|        | The Battle of Trafalgar, 21 October 1805 [5]                                                            | década de 1900       | tinta a óleo tela                   | Royal Collection                                      |                |
|        | The Battle of Trafalgar, 21 October 1805 [2]                                                            | década de 1900       | tinta a óleo tela                   | Royal Collection                                      |                |
|        | HMY 'Victoria and Albert III' passing Stromboli Island                                                  |                      |                                     | Royal Collection                                      |                |
|        | The Prince of Wales's Yacht 'Britannia' under Sail                                                      | 1893                 |                                     | Royal Collection                                      |                |
|        | The Battle of Trafalgar                                                                                 | década de 1900       | tinta a óleo tela                   | Royal Collection                                      |                |
|        | 'Britannia' in a Squall in the Solent                                                                   | década de 1890       | tinta a óleo tela                   | Royal Collection                                      |                |
|        | The Naval Review at Spithead, 26 June 1897                                                              | 1898                 | tinta a óleo tela                   | Royal Collection                                      |                |
|        | HMS 'Ophir' with Escorts                                                                                | década de 1900       |                                     | Royal Collection                                      |                |
|        | A Warship                                                                                               | década de 1900       | tinta a óleo tela                   | Royal Collection                                      |                |
|        | 'White Rose'                                                                                            | década de 1890       |                                     | Royal Collection                                      |                |
|        | HMS 'Ophir' and accompanying Warships                                                                   |                      | tinta a óleo tela                   | Royal Collection                                      |                |
|        | Two Warships at Sea                                                                                     | década de 1900       | tinta a óleo tela                   | Royal Collection                                      |                |
|        | HMS 'Ophir' passing Table Mountain, South Africa, 1901                                                  | 1901                 |                                     | Royal Collection                                      |                |
|        | HMY Victoria and Albert II with 'Britannia' alongside                                                   | 1 de janeiro de 1896 | tinta a óleo tela                   | Royal Collection                                      |                |
|        | The Battle of Trafalgar, 21 October 1805: "Thank God! I have done my duty" [4]                          | década de 1900       | tinta a óleo tela                   | Royal Collection                                      |                |
|        | HMS 'Crescent'(?) off a rocky coastline                                                                 | século XIX           | tinta a óleo tela                   | Royal Collection                                      |                |
|        | RYS 'Corisande'                                                                                         | 1908                 |                                     | Royal Collection                                      |                |
|        | HM Yacht 'Victoria and Albert II'                                                                       | 1897                 |                                     | Royal Collection                                      |                |
|        | The Three Generations Afloat                                                                            | 1897                 | tinta a óleo tela                   | Royal Collection                                      |                |
|        | Three Generations Afloat                                                                                |                      | tinta a óleo tela                   | Royal Collection                                      |                |
|        | HMY Victoria and Albert III and HMS 'Ophir' in the Solent, 1 November 1901                              |                      |                                     | Royal Collection                                      |                |
|        | The Yachts 'Britannia' and 'Ailsa' off the Needles, Isle of Wight                                       | 1895                 | tinta a óleo tela                   | Royal Collection                                      |                |
|        | Queen Victoria Reviewing the Fleet on Manoeuvres, Spithead, 5 August 1896                               | 1896                 |                                     | Royal Collection                                      |                |
|        | HMY 'Victoria & Albert III' by night                                                                    | 1902                 |                                     | Royal Collection                                      |                |
|        | HMS 'Ophir' in a swell                                                                                  | 1901                 | tinta a óleo tela                   | Royal Collection                                      |                |
|        | The Battle of Trafalgar, 21 October 1805 [1]                                                            | década de 1900       | tinta a óleo tela                   | Royal Collection                                      |                |
|        | Escort Warship for HMS 'Ophir'                                                                          |                      |                                     | Royal Collection                                      |                |
|        | HMS 'Ophir' by a mountainous shore                                                                      | 1901                 | tinta a óleo tela                   | Royal Collection                                      |                |
|        | HMS 'Thrush' at Sea                                                                                     | 1891                 | tinta a óleo tela                   | Royal Collection                                      |                |
|        | The Quay at Naples                                                                                      | 1886                 | tinta a óleo tela                   | Sudley House                                          |                |